# ایتور فرناندز (بازیکن فوتبال، زاده ۱۹۹۱)
ایتور فرناندز (انگلیسی: Aitor Fernández؛ زادهٔ ۳ مهٔ ۱۹۹۱) بازیکن فوتبال اهل اسپانیا است.
از باشگاه‌هایی که در آن بازی کرده‌است می‌توان به باشگاه فوتبال لوانته، باشگاه فوتبال اتلتیک بیلبائو بی، و باشگاه فوتبال نومانسیا اشاره کرد.
وی همچنین در تیم‌های ملی فوتبال زیر ۱۹ سال اسپانیا، زیر ۲۰ سال اسپانیا، و باسک بازی کرده‌است.